# Di indigetes
Les di indigetes étaient une catégorie de dieux de la Rome antique, qui s'opposait aux di novensides (ou novensiles) empruntés à d'autres peuples. Ils étaient les dieux d'origine de la religion et de la mythologie romaines primitives. Cette catégorisation est due au philologue allemand et spécialiste de l'histoire de Rome Georg Wissowa. Elle est aujourd'hui partiellement abandonnée.

## Fonctions
Aux origines de la Rome antique, les Romains n'avaient pas les mêmes croyances que durant l'époque classique. En effet, une multitude de dieux les accompagnait en toute chose, sans qu'il y ait une vraie mythologie établie pour chacun d'entre eux[réf. nécessaire], et il faudrait parler de « divinité » plutôt que de dieu ou de déesse. La religion des premiers Romains était plutôt de type animiste (un dieu ou un esprit est responsable d'une chose), et attribuait à une puissance supérieure et incontrôlable chaque événement de la vie[réf. nécessaire]. Les dieux et les déesses n'étaient pas non plus clairement définis physiquement[réf. nécessaire] comme pouvaient l'être les principaux dieux du Panthéon que l'on retrouve durant l'Empire romain, ce qui explique leur quasi-disparition au profit des dieux majeurs bien mieux connus[réf. nécessaire]. Cette religion était dans les premiers temps, et dans le cas des di indigetes, une religion privée, sans clergé, et chacun invoquait l'un ou l'autre dieu selon ses besoins.
La plupart des di indigetes sont des divinités mineures qui personnifiaient les activités quotidiennes et les valeurs romaines originelles, et que l'on invoquait lorsqu'on en avait besoin. Seuls quelques-uns sont des dieux majeurs que l'on retrouve dans la mythologie romaine classique. Ils démontrent l'importance accordée, aux origines de Rome, aux éléments qu'ils incarnent. Les offrandes et prières étaient alors scrupuleusement respectées. La plupart des fonctions et des rôles attribués aux di indigetes étant soit des fonctions féminines, soit correspondant à un nom commun au féminin, une grande majorité des di indigetes sont des divinités féminines.
Indiges est un terme de latin classique qui s'applique notamment à Sol (dieu solaire primitif) et au Jupiter de Lavinium, puis à Énée. Ce terme contient une notion d'origine selon Wissowa, mais cette étymologie est actuellement rejetée. Deux hypothèses quant au sens cohabitent aujourd'hui. La première suppose que cela signifie « celui à qui l'on parle à l'intérieur de soi » et pourrait être liée aux pratiques religieuses établies avant la mise en place d'un clergé. L'autre hypothèse évoque un sens possible de « celui qui montre la voie (à prendre) » (on pourrait alors rapprocher le terme Indigitamenta).

## Lesdi indigetes
| Nom              | Fonction |
| ---------------- | --- |
| Abeona           | Déesse du départ et des enfants qui quittent le foyer. Voir aussi Adeona |
| Abundantia       | Déesse du bonheur, de la chance et de l'abondance, aussi appelée Annona. Gardienne de la corne d'abondance. |
| Adeona           | Déesse du retour, notamment du retour des enfants au foyer parental. Voir aussi Abeona. |
| Aequitas         | Déesse du commerce et des marchands honnêtes. Aussi nommée Aecetia. |
| Aera Cura        | Déesse des Enfers. |
| Aeternitas       | Déesse du temps perpétuel. |
| Africus          | Dieu du vent du sud. Par la suite confondu avec le dieu grec Lips, dieu du vent aussi. |
| Aius Locutius    | Dieu qui se manifesta sous la forme d'une voix sortant des cieux prévenant les Romains de l'invasion des Gaulois de la tribu des Sénons en 390 av. J.-C. |
| Alemona          | Déesse qui protège et nourrit les enfants qui ne sont pas encore nés. Aussi appelée Alemonia. |
| Angerona         | Déesse des secrets, qui pouvait aussi soulager de la douleur. Gardienne du nom secret de Rome. |
| Angita           | Déesse des remèdes et de la magie, ainsi que des poisons. Peut-être la même déesse qu'Angitia. |
| Angitia          | Déesse des poisons et des remèdes. On trouve aussi Angitiae, ce qui indique qu'il pourrait s'agir d'un terme collectif. |
| Anna Perenna     | Déesse de la nouvelle année, qui assure la nourriture. |
| Antevorta        | Déesse de l'avenir. |
| Aquilo           | Dieu du vent du nord. |
| Aurora           | Déesse de l'aurore. |
| Auster           | Dieu des vents du sud. |
| Averna           | Déesse des morts. |
| Bellona          | Déesse de la guerre identifiée par la suite avec la déesse grecque Ényo. Parfois considérée comme l'épouse ou la sœur de Mars. Elle est aussi appelée Duellona. Elle représente la guerre sanguinaire. |
| Bona Dea         | Déesse de la fertilité, de la guérison, de la virginité et des femmes. |
| Bubona           | Déesse des troupeaux et des chevaux. Ensuite identifiée à la déesse gauloise Épona, populaire dans les légions romaines. |
| Camenae          | Déesses des puits et des sources. |
| Candelifera      | Déesse de l'accouchement, que les femmes en train d'accoucher invoquent. |
| Cardea           | Déesse du seuil de la maison et des gonds des portes. |
| Carmenta         | Déesse de la naissance et de la divination. Aussi nommée Carmentis. |
| Carna            | Déesse des organes vitaux. |
| Catillus         | Fondateur légendaire de la ville de Tibur, du nom de son fils Tiburtus, (aujourd'hui Tivoli). |
| Cinxia           | Déesse présidant aux mariages, plus tard assimilée à Junon (Juno Cinxia). |
| Clementia        | Déesse du pardon et de la pitié. |
| Cloacina         | Déesse qui protégeait la chasteté du mariage. Ensuite identifiée à Vénus Cloacina. |
| Cocles           | Déification du légendaire Horatius Coclès, symbole de pugnacité. |
| Coelus           | Dieu du ciel. |
| Concordia        | Déesse de l'entente et de l'harmonie, notamment dans le mariage. |
| Conditor         | Dieu de l'entreposage du grain dans les granges. Célébré lors des flamen cerealis. |
| Consus           | Dieu des grains, qu'ils soient dans le sol ou le grenier. Célébré principalement chez les paysans. Ils le célébraient deux fois par an, pendant le mois de Sextilis et celui de décembre. Il est lié à la déesse Ops, célébrée cinq jours après lui. |
| Convector        | Dieu du transport des céréales pendant les moissons. Célébré lors des flamen cerealis. |
| Copia            | Déesse de la santé et de l'abondance. |
| Corus            | Dieu du vent du nord-ouest. Par la suite confondu avec le dieu grec Sciron, dieu du vent aussi. |
| Cuba             | Déesse du sommeil, notamment celui des jeunes enfants. |
| Cunina           | Déesse des jeunes enfants. |
| Cura             | Déesse qui créait les hommes à partir d'argile. |
| Curiatii         | Déification des Curiaces, symbole de la persévérance. |
| Dea Dia          | Déesse de la croissance. |
| Dea Tacita       | Déesse des morts. |
| Devera           | Déesse des balais employés pour purifier les temples. |
| Deverra          | Déesse des femmes en train d'accoucher et des sages-femmes. |
| Di Penates       | Dieux de la maisonnée. |
| Dia              | Déesse de la jeunesse. |
| Disciplina       | Déesse de l'obéissance. |
| Discordia        | Déesse de la querelle et des conflits. |
| Dius Fidus       | Dieu des serments, ensuite identifié à Jupiter. |
| Domiduca         | Déesse invoquée lors des noces pour que les mariés arrivent sains et saufs dans leur nouvelle demeure. Associée à Domiducus, puis identifié à Junon (Junon Domiduca). |
| Domiducus        | Dieu invoqué lors des noces pour que les mariés vivent en paix dans leur nouvelle demeure. Associé à Domiduca. |
| Domitius         | Dieu qui veillait sur les épouses lorsqu'elles restaient seules au foyer familial. |
| Duellona         | Déesse de la guerre identifiée par la suite avec la déesse grecque Ényo. Parfois considérée comme l'épouse ou la sœur de Mars. Elle s'appelle aussi Bellona. |
| Edusa            | Déesse de la nourriture qui veillait sur les jeunes enfants lorsqu'ils mangeaient leurs premiers aliments solides. |
| Egeria           | Déesse de la sagesse ou déesse des fontaines et des naissances. |
| Egestes          | Déesse de la pauvreté. |
| Empanda          | Déesse de l'espoir, de l'amitié et de la générosité. |
| Endovelicus      | Dieu de la santé et du bien-être. |
| Evander          | Fondateur légendaire de Pallantium, ville située au pied du mont Palatin ensuite intégrée à Rome. |
| Eventus Bonus    | Déesse de la réussite agricole et commerciale. |
| Fabulinus        | Dieu des premiers mots des jeunes enfants. |
| Facunditas       | Dieu des moissons, des récoltes et des vendanges. |
| Fama             | Déesse de la réputation et de la rumeur. |
| Fauna (Dona Dea) | Déesse de la Terre, déesse-mère. |
| Faunus           | Dieu de la vie sauvage et de la fertilité. Aussi protecteur des troupeaux sous le nom de Lupercus. |
| Faustitas        | Dieu protecteur du bétail et des troupeaux. |
| Favonius         | Dieu du vent d'ouest. Par la suite confondu avec le dieu grec Zéphyr. |
| Febris           | Déesse qui protégeait de la fièvre et de la malaria. |
| Felicitas        | Déesse de la réussite et du succès. |
| Férentina        | Déesse protectrice de la cité de Ferentinum, dans le Latium, puis protectrice des cités romaines et de l'Empire romain. |
| Féronie          | Déesse rurale des bois et des fontaines. |
| Fides            | Déesse de la loyauté. |
| Flora            | Déesse du printemps et de l'éclosion des fleurs. |
| Fontus           | Dieu des puits et des sources. |
| Fornax           | Déesse du pain et de la boulangerie. |
| Fortuna          | Déesse du destin. |
| Fraus            | Déesse de la tricherie, équivalent romain de la déesse grecque Apaté. |
| Fulgora          | Déesse de la foudre et des éclairs. |
| Furina           | Une des plus anciennes déesses dont la fonction reste mal connue, peut-être associée à l'eau ou aux voleurs. Vénérée au mois de juillet. |
| Honos            | Dieu des honneurs et des charges militaires. |
| Horatii          | Déification des Horaces, symbole d'intelligence tactique. |
| Imporcitor       | Dieu du tracé des sillons lors des labours. Célébré lors des flamen cerealis. |
| Invidia          | Déesse de la jalousie. |
| Inuus            | Dieu de la fertilité, des rapports sexuels et protecteur des troupeaux. |
| Jana             | Déesse des portes et des gonds (proche de Janus). |
| Janus            | Dieu gardien des passages couverts et des croisements. Le plus souvent représenté sous sa forme de Janus bifrons. |
| Junon            | Déesse qui règne sur les dieux et sur le ciel. |
| Jupiter          | Dieu qui règne sur les dieux et sur le ciel. |
| Justitia         | Déesse de la justice. |
| Juturna          | Déesse des lacs, des fontaines, des puits et des sources. |
| Juventas         | Déesse de la jeunesse. |
| Lactans          | Déesse de l'agriculture. |
| Larenta          | Déesse de la terre, surnommée Dea Tacita (la déesse silencieuse). |
| Lares            | Gardien des esprits de la maison et des champs. |
| Laverna          | Déesse des Enfers. Selon Plaute et Horace, aussi déesse des voleurs. |
| Levana           | Déesse invoquée lorsque le père tient dans ses bras le nouveau-né pour le reconnaître. |
| Liber            | Dieu de la fertilité. |
| Libera           | Déesse de la fertilité. |
| Liberalitas      | Déesse de la générosité. |
| Libertas         | Déesse de la liberté. |
| Libitina         | Déesse des funérailles. |
| Lima             | Déesse des seuils, qui écartait ce qui pouvait être néfaste de ceux qui rentrent dans un bâtiment. |
| Limentinus       | Dieu des seuils et manteaux de portes. Pendant masculin de Lima. |
| Lua              | Déesse à laquelle les soldats donnaient en offrande les armes et les enseignes prises à l'ennemi. |
| Lucifer          | Dieu de l'étoile du matin. |
| Lucina           | Déesse des femmes parturientes. Son pouvoir et sa qualité étaient d'abord attribuées à Diane. En effet, « Lune » est un nom proche de Lucina (Diana Lucina). Mais en général, c'est le nom de Junon que les femmes invoquaient à Rome (patrona parturientium feminarum fuit cuius vis virtusque primo Dianae attributa est : nam nomen Luna proximum est nomini Lucinae (Diana Lucina). Sed saepius cognomen Iunonis est quae mulierum patrona Romae maxima erat). |
| Luna             | Déesse de la Lune. |
| Lupercus         | Protecteur des bergers et des troupeaux contre les loups. Identifié parfois avec le dieu Faunus. |
| Maia             | Déesse de la fertilité et du printemps. |
| Maiesta          | Déesse de l'honneur et du respect. |
| Mania            | Déesse des morts. |
| Manes            | Âmes des ancêtres qui protègent la maisonnée. |
| Matronae         | Triple déesse de la maternité et de la fécondité. |
| Matuta           | Déesse de l'aube et de la mer. |
| Méditrine        | Déesse de la santé, des médicaments, de la longue vie et du vin. Fille d'Esculape. |
| Méfitis          | Déesse des vapeurs toxiques qui s'échappent des marais et des zones volcaniques. |
| Mellona          | Déesse protectrice des ruches et des abeilles, ainsi que de ceux qui en vivent. |
| Mena             | Déesse de la fécondité et des menstrues (incertain). |
| Mens             | Déesse de la pensée et de l'intelligence. |
| Messor           | Dieu de la moisson et du fauchage, avec son pendant féminin Messa. Célébré durant les flamen cerealis. |
| Moneta           | Déesse de la mémoire, équivalent romain de la déesse grecque Mnémosyne. À ne pas confondre avec Junon Moneta. |
| Mucius           | Forme déifiée du Mucius Scaevola de la légende, qui symbolisait le courage. |
| Murcia           | Déesse de la paresse. Aussi nommée Murtia. Ensuite identifiée à Vénus (Vénus Murtia). |
| Muta             | Déesse du silence. |
| Mutinus Mutunus  | Dieu de la fertilité, protecteur des troupeaux, des jardins, des fruits et des organes génitaux masculins. Pendant romain du dieu grec Priape. |
| Naenia           | Déesse des funérailles, parfois associée à Proserpine. |
| Nascio           | Déesse de la naissance et protectrice des enfants. |
| Nemestrinus      | Dieu des forêts et des bois. |
| Nerio            | Déesse de la guerre et de la valeur guerrière, associée à Mars et parfois identifiée à Duellona et Minerve. |
| Nixi             | Déesse de la naissance et des femmes durant l'accouchement. |
| Nodutus          | Dieu qui faisait des nœuds dans la tige des céréales. |
| Nona             | Déesse invoquée par les femmes pendant leur neuvième mois de grossesse. Une des trois Parques avec Decima et Morta, pendant romain de la déesse grecque Clotho. |
| Novensilus       | Dieu collectif reprenant les caractéristiques de neuf dieux étrusques. |
| Nundina          | Déesse collective reprenant les caractéristiques de neuf déesses étrusques. |
| Obarator         | Dieu du dernier labour de surface après les semences. |
| Occator          | Dieu du hersage. |
| Orbona           | Déesse des orphelins. Déesse qui assurait aux parents ayant perdu leur enfant d'en avoir à nouveau. |
| Palès            | Déesse protectrice des troupeaux et des pâturages. |
| Partula          | Déesse de la naissance, et qui décidait de la durée de la grossesse des femmes. |
| Patalena         | Déesse des fleurs. |
| Paventia         | Déesse qui réconfortait les enfants effrayés. |
| Pax              | Déesse de la paix. |
| Penates          | Dieux de la maisonnée et des celliers. |
| Picumnus         | Dieu des engrais donnés aux champs (Picumnus Sterquilinus). Par association avec Pilumnus, il devint aussi dieu des nouveau-nés. |
| Picus            | Dieu de l'agriculture. |
| Pietas           | Déesse du respect envers l'État, les dieux et la famille. |
| Pilumnus         | Dieu des nouveau-nés, puis du battage du grain (dans ce cas, généralement associée à Picumnus). |
| Poena            | Déesse de la vengeance et du châtiment, parfois assimilée plus tardivement à la déesse grecque Némésis. |
| Pomona           | Déesse des arbres fruitiers et des vergers. |
| Portunus         | Dieu des ports, des entrepôts et des portes verrouillées. |
| Porus            | Dieu de l'abondance. |
| Postvorta        | Déesse du passé. |
| Potina           | Déesse des boissons des enfants, ainsi que du lait maternel. |
| Priape           | Dieu des jardins, de la vigne, des marins et des pêcheurs. |
| Promitor         | Dieu de la distribution du grain dans les granges et aussi des troupeaux de chèvres. Ce dieu, associé à Cérès, est célébré dans les flamen cerealis. |
| Prorsa Postverta | Déesse des femmes en train d'accoucher. |
| Providentia      | Déesse de la prévoyance. |
| Pudicitia        | Déesse de la modestie et de la chasteté. |
| Puta             | Déesse de la taille des vignes et des buissons. |
| Quirinus         | Dieu protecteur de l'État. |
| Quiritis         | Déesse des mères. |
| Reparator        | Aussi Rederator. Dieu du second labour. |
| Robiga           | Aussi Robigo. Pendant féminin de Robigus, déesse du blé qui le protège des maladies. |
| Robigus          | Dieu des cultures céréalières qui les protège de la gelée. |
| Roma             | Déesse protectrice de la ville de Rome. |
| Rumina           | Déesse des mères d'enfants en bas âge. |
| Runcina          | Déesse protectrice des semailles et des récoltes, ou bien déesse invoquée lors du sarclage. |
| Rusina           | Déesse protectrice des champs. Aussi nommée Rurina. |
| Sancus           | Dieu des serments et des bons présages. |
| Sator            | le semeur, Dieu des semailles. |
| Sarritor         | Dieu du désherbage et du débroussaillage. |
| Securitas (en)   | Déesse de la stabilité et de la sécurité. |
| Semonia          | Déesse des semailles. |
| Sentia           | Déesse qui veillait au développement mental de l'enfant. |
| Sentinus         | Dieu qui donne la pensée au nouveau-né. Souvent associé à Vitumnus. |
| Silvanus         | Dieu de la campagne, qui assure la sauvegarde des troupeaux. |
| Soranus          | Ensuite identifié à Apollon et à Dis Pater. Dieu solaire, peut-être aussi celui de la mort qui survient le jour. |
| Sors             | Dieu de la chance. |
| Spes             | Déesse de l'espoir. |
| Spiniensis       | Dieu des plantes épineuses invoqué lors des débroussaillages pour se préserver des blessures. |
| Stata Mater      | Déesse qui protège des incendies. |
| Statina          | Déesse protectrice des enfants lorsqu'ils sortaient pour la première fois de la maison. |
| Statanus         | Dieu qui veille sur le premier départ et le retour d'un enfant hors du domicile familial. Aussi nommé Statulinus ou Statilinus, parfois associé à sa femme Statana. |
| Stimula          | Déesse qui inspire la passion aux femmes. |
| Strenua          | Aussi nommée Trenia; Déesse de la force physique et de l'endurance. |
| Suadela          | Déesse de la persuasion, surtout pour la séduction et l'amour. Équivalent romain de la déesse grecque Péitho. |
| Subruncinator    | Dieu du désherbage dans les cultures. Célébré durant les flamen cerealis. |
| Summanus         | Dieu des orages nocturnes, par opposition à Jupiter, dieu des orages diurnes. |
| Talasius         | Dieu du mariage. |
| Tellumo          | Dieu de la croissance de la nature. Parfois aussi présenté sous une forme féminine nommée Tellus. |
| Tempestes        | Déesse des tempêtes. |
| Terminus         | Dieu des frontières. |
| Terra Mater      | Déesse de la croissance et de la fertilité. |
| Tibertus         | Dieu de la rivière Anio, affluent du Tibre. À ne pas confondre avec Tiburtus, le fils de Catillus, fondateur légendaire de Tibur. |
| Trivia           | Déesse des carrefours. |
| Uranus           | Dieu père de tous les dieux. |
| Vacuna           | Déesse de ceux qui sont absents (incertain). |
| Vaticanus        | Dieu des pleurs des nouveau-nés. |
| Vervactor        | Dieu du premier défrichement des jachères. Célébré lors des flamen cerealis. |
| Veritas          | Déesse de la vérité. |
| Verminus         | Dieu des parasites dans les troupeaux, ainsi que de la guérison du bétail. |
| Vertumnus        | Dieu des saisons, des fruits, des jardins et de la croissance des plantes. Aussi appelé Vortumnus. |
| Vica Pota        | Déesse de la victoire. |
| Viduus           | Dieu qui sépare âme et corps après la mort. |
| Virbius          | Dieu des forêts. Son nom signifie « doublement homme » car il s'agirait d'Hippolyte ressuscité par Asclepius, qui s'est réfugié dans une forêt. |
| Viriplaca        | Déesse des conflits conjugaux. |
| Virtus           | Dieu (ou déesse) de la bravoure et de la force militaire. |
| Vitumnus         | Dieu qui protège le fœtus et transmet la vie aux nouveau-nés. Parfois associé à Sentinus. |
| Volturnus        | Dieu des eaux. La rivière Volturno a été nommée en son honneur. |
| Volumna          | Déesse de la chambre des enfants. |